# Председници Румуније
Ово је списак председника Румуније:
| Име | Почео мандат       | Завршио мандат     |
| --- | ------------------ | ------------------ |
| Привремени петочлани председнички комитет. (Јон Никуљ, Михајл Садовеану, Георге Стере, Штефан Војтек, Константин Јон Пархон) | 30. децембар 1947. | 13. април 1948.    |
| Др. Константин Пархон | 13. април 1948.    | 12. јун 1952.      |
| Др. Петру Гроза | 12. јун 1952.      | 7. јануар 1958.    |
| Михајл Садовеану, Антон Мојсеску и Емил Боднараш                                                                             | 7. јануар 1958.    | 11. јануар 1958.   |
| Јон Ђорђе Маурер | 11. јануар 1958.   | 21. март 1961.     |
| Ђорђе Ђорђју-Деж | 21. март 1961.     | 19. март 1965.     |
| Аврам Бунаћју | 19. март 1965.     | 24. март 1965.     |
| Киву Стојка | 24. март 1965.     | 9. децембар 1967.  |
| Николае Чаушеску | 9. децембар 1967.  | 22. децембар 1989. |
| Јон Илијеску | 22. децембар 1989. | 29. новембар 1996. |
| Емил Константинеску | 29. новембар 1996. | 20. децембар 2000. |
| Јон Илијеску (2. мандат) | 20. децембар 2000. | 20. децембар 2004. |
| Трајан Басеску | 20. децембар 2004. | 21. децембар 2014. |
| Клаус Јоханис | 21. децембар 2014. | 12. фебруар 2025.  |
| Илије Боложан | 12. фебруар 2025.  | 26. мај 2025.      |
| Никушор Дан | 26. мај 2025.      | данас              |

Напомена: Званично функција „Председник Румуније“ није постојала до 28. марта 1974. Пре тога је председник Државног комитета имао позицију шефа државе.